# Balanchine (cráter)
Balanchine es un cráter de impacto de 38 km de diámetro del planeta Mercurio. Debe su nombre al bailarín y coreógrafo estadounidense  George Balanchine (1904-1983), y su nombre fue aprobado por la  Unión Astronómica Internacional en 2012.
Contiene rayos de color azul que irradian desde el centro del cráter. Estos rayos inspiraron el nombre del cráter a causa de la similitud con el tutú de la Serenade de George Balanchine.